# Roberto Mancini
Roberto Mancini (pronúncia italiana  [ro'bɛrto man'tʃi:ni] , (Jesi, 27 de novembro de 1964) é um técnico e ex-futebolista italiano que atuava como atacante, é o maior artilheiro da história da Sampdoria da Itália com 173 gols. Atualmente está sem clube.

## Carreira

### Como jogador
Na carreira profissional, Mancini jogou pelo Bologna, Sampdoria, Lazio e Leicester. Na Sampdoria, formou uma ótima dupla de ataque com Gianluca Vialli, que levou o clube para seu único Scudetto em 1991, quatro Copas da Itália (1985, 1988, 1989 e 1994) e uma Copa da UEFA, em 1990. No clube blucerchiato, a dupla Mancini-Vialli ficou conhecida como "os gêmeos do gol": na temporada 1990-91 da Serie A, Mancini marcou 12 gols, enquanto Vialli anotou 19 numa campanha em que a Sampdoria só perdeu três jogos.
Com a Lazio ele conquistou o seu segundo Scudetto, em 2000, sua segunda Copa da UEFA, em 1999, e também mais duas Copas da Itália, em 1998 e em 2000.
Apesar de seu sucesso como jogador, Mancini nunca se tornou titular pela Seleção Italiana. Ele só disputou 36 partidas e marcou 4 gols pelo seu país e seu principal feito foi participar do Euro 1988 e da Copa do Mundo de 1990.

### Como técnico
Depois de se aposentar como jogador, Mancini fez estágio de alguns meses na Lazio, que deixou para jogar pelo Leicester. Depois de encerrar definitivamente sua carreira de jogador, Mancini foi convidado a treinar a Fiorentina, clube o qual treinou por 1 temporada. Na temporada 2002/03 voltou à Lazio para ser o técnico principal, antes de se transferir para a Internazionale, em 2004. Ele ganhou a Copa da Itália com ambos: Fiorentina (2001) e Lazio (2004). Dirigindo a Inter, conquistou duas Copas da Itália (2005 e 2006), duas Supercopas (2005 e 2006) e três Scudettos (2005–06, 2006–07, 2007–08), se transformando, assim, no mais bem sucedido técnico da Inter nos últimos dez anos. Apesar disso acabou sendo demitido em 2008 por ter fracassado em todas as vezes que disputou a Liga dos Campeões, e acabou sendo substituído por José Mourinho.
Em 19 de dezembro de 2009, foi anunciado oficialmente como técnico do Manchester City. Em 13 de maio de 2013, foi demitido do Manchester City. Em sua passagem pelo Citizens, Mancini acabou com um jejum de 35 anos sem títulos do clube.
No dia 30 de setembro de 2013, Roberto Mancini acertou com o Galatasaray por três temporadas. Porém, na primeira temporada, pediu a rescisão de contrato no dia 11 de junho de 2014: "Eu comuniquei a decisão de encerrar minha experiência no Galatasaray, e por decisão consensual com o clube decidimos findar a relação de trabalho. Como treinador, eu entendo as necessidades do meu clube", afirmou o técnico em comunicado.
Sucedeu a Walter Mazzarri como técnico da Internazionale no dia 14 de novembro de 2014. Sua segunda passagem pelo clube durou menos de dois anos. Ele deixou a Internazionale em agosto de 2016.
Em 1 de junho de 2017, assinou contrato com o Zenit. Em 13 de maio de 2018, rescindiu seu contrato em comum acordo.
No dia 14 de maio de 2018, assumiu a Seleção Italiana de Futebol.

## Estatísticas como treinador
Atualizadas até 11 de julho de 2021.
| Clube           | Jogos | Vitórias | Empates | Derrotas | Aproveitamento |
| --------------- | ----- | -------- | ------- | -------- | -------------- |
| Fiorentina      | 43    | 12       | 9       | 22       | 34.88%         |
| Lazio           | 102   | 49       | 32      | 21       | 58.5%          |
| Internazionale  | 323   | 196      | 77      | 50       | 68.63%         |
| Manchester City | 192   | 114      | 38      | 40       | 65.97%         |
| Galatasaray     | 46    | 24       | 13      | 9        | 61.59%         |
| Zenit           | 45    | 22       | 13      | 10       | 58.52%         |
| Itália          | 61    | 37       | 15      | 9        | 68.85%         |
| Arábia Saudita  | 20    | 8        | 7       | 5        | 51.67%         |

Obs.: o aproveitamento, em competições futebolísticas, é calculado em função dos pontos ganhos. Em competições oficiais,  vitória = 3 pontos; empate = 1 ponto; e derrota = 0  ponto.

## Títulos como Jogador
Sampdoria
- Copa da Itália: 1984–85, 1987–88, 1988–89 e 1993–94
- Recopa Europeia: 1989–90
- Campeonato Italiano: 1990–91
- Supercopa da Itália: 1991

Lazio
- Copa da Itália: 1997–98 e 1999–00
- Supercopa da Itália: 1998
- Recopa Europeia: 1998–99
- Supercopa Europeia: 1999
- Campeonato Italiano: 1999–00

### Individual
- Guerin d'Oro: 1987–88 e 1990–91
- Jogador do ano da Série A: 1996–97
- Golden Foot: 2017, como lenda do futebol

## Títulos como Treinador
Fiorentina
- Copa da Itália: 2000–01

Lazio
- Copa da Itália: 2003–04

Internazionale
- Copa da Itália: 2004–05 e 2005–06
- Supercopa da Itália: 2005 e 2006
- Campeonato Italiano: 2005–06, 2006–07 e 2007–08

Manchester City
- Copa da Inglaterra: 2010–11
- Campeonato Inglês: 2011–12
- Supercopa da Inglaterra: 2012

Galatasaray
- Copa da Turquia: 2013–14

Seleção Italiana
- Eurocopa: 2020